# Jason Gray-Stanford
Jason Gray-Stanford (Vancouver, 17 maggio 1970) è un attore e doppiatore canadese.

## Biografia
Ha collaborato, pur occupando ruoli minori, in altre serie televisive e in alcuni film, come Mummies Alive! The legend Begins, nel quale è la voce fuori campo. Nel 1992 appare per la prima volta in televisione in Green Legend Ran, dove è protagonista.
Nel 1996 è la voce della tartaruga Donatello nella serie delle Tartarughe Ninja. Con la regia di Russell Crowe, ha preso parte ai film Mistery, Alaska (1999) e A Beautiful Mind (2001).
Nel 2006 ha avuto una modesta parte nel film Flags of Our Fathers, diretto da Clint Eastwood. Ha inoltre collaborato ad altre fiction o film minori, poco conosciuti in Italia.

## Il successo
Dopo la voce di Radish nell'anime Dragon Ball ed altre apparizioni come vocista, è divenuto popolare anche in Italia grazie al suo importante ruolo in Detective Monk, una serie televisiva statunitense composta da otto stagioni, dove rappresenta il tenente Randall Disher, soprannominato "Randy". Dopo tutto ciò, ha rivelato nel suo blog una simpatia più che spiccata verso il team canadese di hockey sul ghiaccio "Vancouver Canucks", di cui è stato ufficialmente fan per qualche tempo.
È stato sposato con l'attrice americana Jes Macallan dal 2012 al 2017 e ha partecipato alla serie Mistresses - Amanti dove era protagonista la stessa Jes.

## Filmografia

### Cinema
- Mistery, Alaska, regia di Jay Roach (1999)
- A Beautiful Mind, regia di Ron Howard (2001)
- Flags of Our Fathers, regia di Clint Eastwood (2006)
- Summer of 84, regia di François Simard (2018)
- Una stagione da ricordare (The Miracle Season), regia di Sean McNamara (2018)
- The Painter, regia di Kimani Ray Smith (2024)

### Televisione
- Highlander – serie TV, episodio 3x04 (1994)
- Detective Monk (Monk) – serie TV, 124 episodi (2002-2009)
- Un Natale fortunato (Lucky Christmas), regia di Gary Yates – film TV (2011)
- Un uomo quasi perfetto (The Husband She Met Online), regia Curtis Crawford – film TV (2013)
- Mistresses - Amanti (Mistresses) – serie TV, 5 episodi (2014)
- Grey's Anatomy – serie TV, episodio 7x15 (2011)
- NCIS - Unità anticrimine (NCIS) – serie TV, episodio 9x23 (2012)
- Bones – serie TV, episodi 10x13-10x18 (2015)
- Supergirl – serie TV, episodio 2x16 (2016)
- iZombie – serie TV, episodio 5x07 (2019)
- Mr. Monk's Last Case: A Monk Movie, regia di Randall Zisk – film TV (2023)
- Percy Jackson e gli dei dell'Olimpo (Percy Jackson and the Olympians) – serie TV (2024)
- Delitti e misteri a Gibsons (Murder in a Small Town) – serie TV, episodio 1x04 (2024)

## Doppiatori italiani
Nelle versioni in italiano delle opere in cui ha recitato, Jason Gray-Stanford è stato doppiato da:
- Niseem Onorato in Detective Monk, Mr. Monk's Last Case: A Monk Movie
- Stefano Brusa in X-Files (ep. 11x08), FBI: Most Wanted
- Davide Marzi in A Beautiful Minde
- Alessio Cigliano in Grey's Anatomy
- Gabriele Sabatini in NCIS - Unità anticrimine
- Manfredi Aliquò in Bones
- Sergio Lucchetti in Travelers
- Andrea Lavagnino in iZombie
- Gabriele Lopez in The Boys

Da doppiatore è stato sostituito da:
- Gianfranco Gamba in Extreme dinosaurs - Quattro dinosauri scatenati
- Felice Invernici in Tartarughe Ninja - L'avventura continua
- Giorgio Bonino in Sherlock Holmes - Indagini dal futuro